# Villanueva de Carazo
Villanueva de Carazo község Spanyolországban, Burgos tartományban. Villanueva de Carazo La Revilla y Ahedo, Barbadillo del Mercado, Pinilla de los Barruecos, Carazo, Santo Domingo de Silos és Contreras községekkel határos. Lakosainak száma 27 fő (2024).

## Népesség
A település népessége az utóbbi években az alábbiak szerint változott:
| Lakosok száma | 28   | 25   | 24   | 35   | 30   | 32   | 31   | 27   | 24   | 27   |
|               | 2001 | 2004 | 2006 | 2009 | 2011 | 2014 | 2016 | 2019 | 2021 | 2024 |